# Henner Graeff

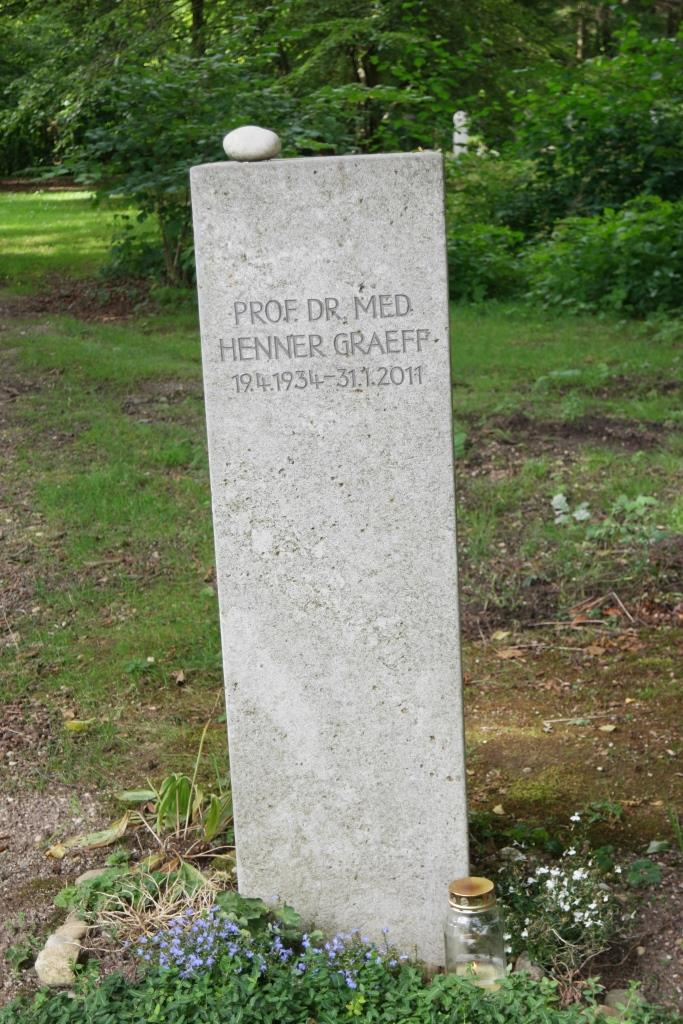
Grab von Henner Graeff auf dem Waldfriedhof in München-Solln

Henner Graeff (* 19. April 1934 in Mannheim; † 31. Januar 2011) war ein deutscher Mediziner.

## Leben
Graeff studierte Humanmedizin in Berlin, Innsbruck und Heidelberg, wo er im März 1959 seine Promotionsschrift vorlegte. Er spezialisierte sich auf das Gebiet der Frauenheilkunde. 1967 führte ihn ein Forschungsaufenthalt an das University Medical Center New York. 1969 erhielt er die Anerkennung als Facharzt für Frauenheilkunde und Geburtshilfe. Im gleichen Jahr folgte die Habilitation.
1970 ging er zu Josef Zander an die I. Universitätsfrauenklinik der Ludwig-Maximilians-Universität München. 1982 wurde er auf den Lehrstuhl für Frauenheilkunde und Geburtshilfe an der Technischen Universität München berufen. Im Jahr 2000 wurde er emeritiert. Henner Graeff war wissenschaftlich insbesondere auf dem Gebiet des Brust- und Eierstockkrebs im Hinblick auf die Translation grundlagenorientierter Forschung in die klinische Praxis hinein sehr erfolgreich. Seine Studien zur Rolle tumorassoziierter Proteasen bei der Krebsprogression und -metastasierung schufen die Basis für die Entwicklung neuer zielgerichteter Krebstherapeutika. Seine wissenschaftlichen Errungenschaften sind in mehr als 500 wissenschaftlichen Artikeln, die in international anerkannten und hochrangigen wissenschaftlichen Journalen publiziert sind, dokumentiert. Seine beeindruckende wissenschaftliche Arbeit wurde in vielen Vorträgen auf internationalen Konferenzen und Workshops, die er in vielen Fällen auch selbst organisierte, einem breiten wissenschaftlichen Publikum dargestellt. Er veröffentlichte mehr als 600 wissenschaftliche Arbeiten.
Privat sammelte er zeitgenössische Kunst und war lange Jahre im Vorstand des Kunstraum München tätig.
Seine Ehefrau, Annemarie Graeff, gründete 2013 zu seinem Andenken die Henner Graeff Stiftung zur Förderung von Wissenschaft und Forschung auf dem Gebiet der Krebsforschung.